# Carboximetilprolina sintasa
La carboximetilprolina sintasa o CarB és una proteïna enzimàtica que catalitza l'inici de la biosíntesi d'un antibiòtic β-lactam de la família carbapenem: (5R)-carbapen-2-em-3-carboxilat. La CarB és una aciltransferasa que forma part de la família de les crotonases que realitza tres funcions: descarboxilació, formació d'enllaços C-C i C-N i hidròlisi de tioèsters.
Aquest enzim el trobem al bacteri Pectobacterium carotovorum, un patogen de plantes. Així mateix, el gen que la codifica és la CarB, nom d'on deriva l'acrònim d'aquesta proteïna.

## Propietats
Les propietats més importants de la carboximetilprolina sintasa inclouen:
- Grandària: El pes molecular de la CarB en forma d'homotrímer és 82,725 kDa i té 750 aminoàcids.
- La seva temperatura òptima és 22 °C.
- El seu pH òptim és 7,8.

## Estructura

### Estructura primària
CarB és un enzim amb estructura homotrimèrica i és resultat de la unió de tres subunitats idèntiques de 250 aminoàcids. El pes molecular aproximat de cadascuna d'aquestes cadenes polipeptídiques és 27,575 kilodaltons i la seva seqüència és la següent:

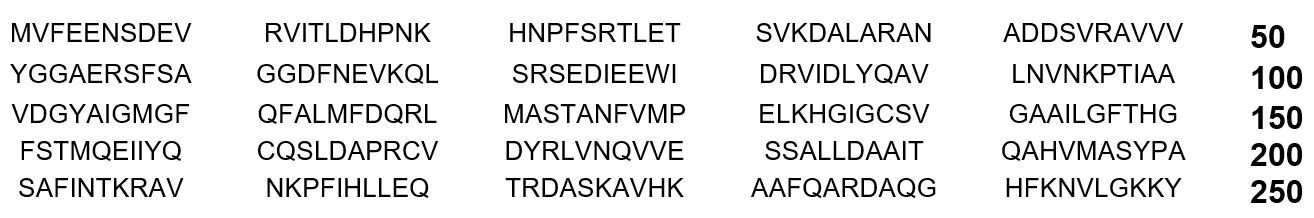
Estructura primària d'una cadena de CarB

### Estructura secundària
Quant a l'estructura secundària, el plegament dels monòmers de l'enzim es produeix a partir de dues làmines β disposades de forma perpendicular entre elles. El primer full β està format per les cadenes β-5 i β-7, i el segon inclou les cadenes β-1, β-2, β-3, β-4, β-6 i β-8. Aquestes cadenes estan unides a una hèlix 310 i a nou hèlix-α (de 4 a 29 aminoàcids de longitud) a través de diversos girs beta: tres girs de tipus I (entre Asn19 i Asn22; entre Asp42 i Val45 i entre Ala122 i Ala125), un gir de tipus II (entre Gly52 i Arg56), un gir de tipus II’ (entre Ser7 i Val10), dos girs de tipus IV (entre Asn6 i Glu9 i entre Ser57 i Ala60), dos girs de tipus VIII (entre His17 i Lys20 i entre Phe116 i Arg119). També hi ha un parell de girs gamma invertits entre Pro23 i Ser25 i entre Val228 i Lys230.
L'estudi cristal·logràfic de CarB ha pogut demostrar que hi ha algunes diferències entre les tres cadenes que el conformen. Per exemple, l'hèlix α-2 de la cadena A presenta una conformació diferent a les hèlixs α-2 de les cadenes B i C.

### Estructura terciària

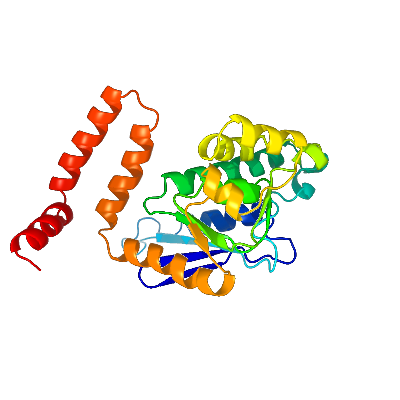
Estructura terciària d'un dels monòmers de l'homotrímer CarB (generada a partir de la seqüència d'Uniprot i el programa Phyre2).

L'extrem C-terminal de cada monòmer de CarB es replega cap al centre (no es dirigeix cap als altres dos monòmers, a diferència del que ocorre en altres membres de la família de les crotonases) i cobreix el centre actiu. Aquest C-terminal, per tant, està probablement implicat en la unió del substrat.
D’altra banda, CarB conté un forat oxianió al centre actiu que podria ser útil per a la descarboxilació del malonil-CoA i l'estabilització de l'intermediari resultant (un enolat). Els aminoàcids que el constitueixen són Gly62 (el qual està situat en el llaç que uneix α-2 i β-3) i Met108 (situat a l'extrem N-terminal d'α-2).
La formació del complex enzim-substrat implica canvis conformacionals importants en el centre actiu (concretament afecta les regions C-terminal de les cadenes A i B, mentre que la cadena C manté aproximadament la forma original).
Les alineacions seqüencials amb altres proteïnes de la família de les crotonases mostren grans semblances estructurals en aspectes com el centre format per làmines β. Per exemple, es podrien destacar les homologies amb les hidrolases d'enoil CoA o amb les sintasases de naptoat. Així mateix, altres enzims de la mateixa família (com CarA, ThnE o ThnM) són gairebé equivalents a CarB estereoquímicament i funcionalment, però mantenen diferències en l'eficiència catalítica.

### Estructura quaternària
En la cristal·lització s'observa que les unitats trimèriques també es poden organitzar en nonàmers (formant trímers de trímers) o hexàmers (formant dímers de trímers). No obstant això, el format predominant en solució és el d'homotrímer (com és habitual en moltes altres crotonases). L'estructura d'aquests trímers es manté gràcies a interaccions intermoleculars d'hidrofobicitat i l'establiment d'alguns ponts d'hidrogen.

## Funcions
La CarB és un enzim involucrat en la biosíntesi de carbapenem, un tipus d'antibiòtic.
Es caracteritza per ser l'únic membre de la superfamília de les crotonases capaç de catalitzar tres tipus diferents de reaccions dins la biosíntesi de carbapenem: descarboxilació, formació d'enllaços C-C i C-N, i hidròlisi dels tioèsters.
Per exemple, en el bacteri Pectobacterium carotovorum (o Erwinia carotovora) la síntesi del carabapenem més simple, el (5R)-carbapen-2-em-3-carboxilic àcid, a partir del precursor primari de carbapenem ve donada per 3 enzims: la CarB, el carbapenem sintasa (CarC) i el carbapenam sintasa (CarA). La CarB catalitza la formació de (2S,5S)-5-carboximetilprolina a partir de malonil-CoA i l-pirrolina-5-carboxilat. A més també catalitza la descarboxilació del malonil-CoA i del metilmalonil-CoA i la hidròlisi dels esters CoA, com per exemple l'acetil-CoA.
Comparant els centres actius de diferents enzims de la família de les crotonases que fan aquestes funcions podem explicar com és que la CarB pot catalitzar tres tipus diferents de reaccions.

### Descarboxilació

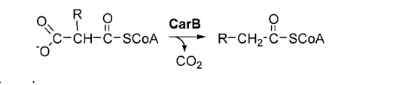
Reacció de descarboxilació mediada per la CarB.

La CarB catalitza la reacció de descarboxilació del malonil-CoA i L-glutamat semialdehid per formar (2S,5S)-carboximetilprolina, és a dir utilitza un cosubstrat per a sintetitzar aquesta molècula. L'enzim MMCD (Malonil-CoA descarboxilasa) catalitza la descarboxilació del metilmalonil-CoA i produeix propionil-CoA i CO₂. L'enzim CarB també catalitza aquesta reacció, que és molt semblant a la del malonil-CoA, seguint el mateix camí. Això és degut al fet que la Tyr140 de la cadena lateral del MMCD és el centre actiu durant la descarboxilació, l'equivalent en la CarB és la Cys138 però aquesta no està en una bona posició per fer de centre actiu d'aquesta reacció, ja que no queda exposat, en el seu lloc actua la His229 del carboni terminal de la hélix α-10.

### Formació d'enllaços C-C

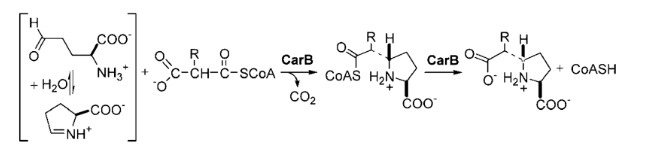
Reaccions de formació d'enllaços dobles de carboni per la CarB.

La CarB catalitza la formació d'enllaços C-C, igual que un altre membre de la família de les crotonases, el MenB, la diferència és que mentre que el MenB catalitza una condensació intramolecular, és a dir, dins la mateixa molècula, la CarB catalitza una condensació intermolecular, és a dir, entre diferents molècules. Per a fer aquest procés, la CarB utilitza dues vies: una reacció aldólica seguida d'una reacció de Michael intramolecular, o per atac de l'enolat a la L-GSA en forma d'anell tancat L-P5C. Els aminoàcids que formen part del centre actiu en el MenB, l'Asp192 i la Tyr287, no estan ben col·locats en la CarB, de manera que no poden fer la funció de centre actiu, en el seu lloc, el centre actiu es troba en una posició completament diferent que en qualsevol altre membre de la família de les crotonases.

### Hidròlisi de tioèsters

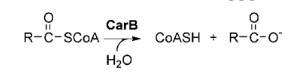
Reacció d'hidròlisi de tioèsters duta a terme per la CarB.

Abans de fer la hidròlisi dels tioèsters és necessari un pas previ: condensar i ciclar les molècules. Depenent del substrat, els enzims CarB catalitzen diferents reaccions de hidròlisi que donen diferents productes: per exemple, si el substrat és la D-GSA o la L-ASA el producte predominant és el CoASH, si el substrat és la D-ASA el producte predominant és l'AcCoA i si el substrat és el malonil-CoA el producte predominant és també l'AcCoA. En la CarB, el centre actiu de la reacció d'hidròlisi es troba en el Glu131 i la reacció es duu a terme mitjançant una via anhidre, on l'aigua ataca el carbonil derivat de la Glu131, igual que en el cas de l'altre enzim 3-hidroxiisobutiril-CoA hidrolasa.

## Activitat catalítica
Una de les reaccions més estudiades és la que implica el malonil-CoA com a substrat. Aquest s'uneix a la regió formada pels aminoàcids Ala-Gly-Gly-Asp-Phe (posicions 60-64). La reacció catalitzada per CarB en aquest cas és la següent:
Malonil-CoA+(S)-1-pirrolina-5-carboxilat+H₂O → CoA+ (2S,5S)-5-carboximetilprolina + CO₂

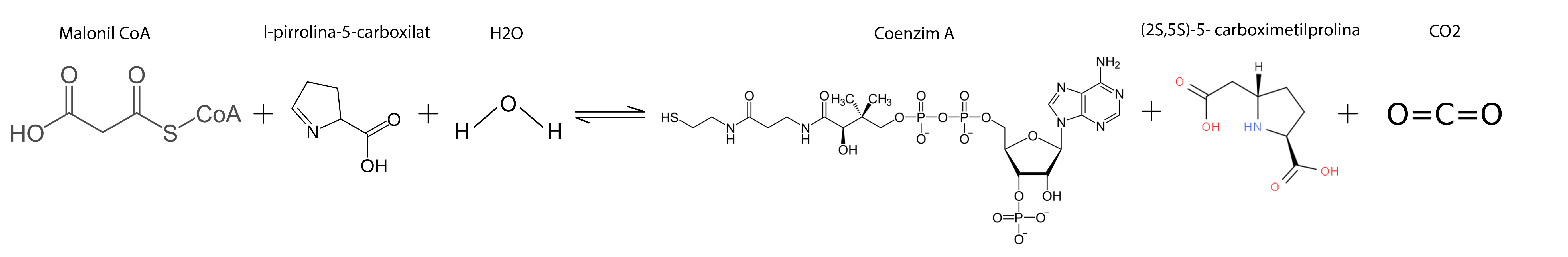
Reacció de síntesi de (2 S,5 S)-5-carboximetilprolina a partir de malonil CoA i l-pirrolina-5-carboxilat.

D’altra banda, s'han pogut determinar els paràmetres experimentals que defineixen la cinètica enzimàtica per al malonil-CoA: Km=0,0027 mM, Kcat=1,7 s−1 i el quocient Kcat/Km=630 (mMs)−1.Així mateix, per a la molècula (S)-1-pirrolina-5-carboxilat: Km0,0015 mM, Kcat=1,52 s−1 i el quocient Kcat/Km=984 (mMs)−1. Gràcies als valors dels quocients Kcat/Km sabem que l'enzim és més eficient per al segon substrat.
L'activitat enzimàtica de la CarB és de 4 µmol/min/mg.

## Importància biològica

Estructura genèrica dels carbapenems

La versatilitat biocatalítica de les carboximetilprolina sintases, tant de tipus natural com artificial, ha estat demostrada en diversos estudis, com ara la metilació de la prolina del malonil-CoA en diferents posicions dels àtoms de carboni. Per aquesta raó, l'enzim CarB és sovint modificat genèticament per tal de produir-ne variants capaces de catalitzar reaccions d'interès, augmentant així la seva velocitat. Alguns exemples en són la construcció estereoselectiva d'enllaços C-C mediada per reaccions entre enolats i electròfils o la síntesi de compostos amb centre quaternari al carboni-2 o carboni-5.
La carboximetilprolina sintasa és la responsable de catalitzar la reacció de formació de la trans-5-carboximetil-L-prolina, una de les molècules precursores implicades en la biosíntesi dels carbapenem. Els carbapenems són un tipus d'antibiòtic betalactàmic resistents a la hidròlisi de la majoria de β-lactamases, tot i que recentment aquesta resistència s'ha vist perjudicada —especialment entre els patògens gram-negatius. Actualment s'estan intentant produir inhibidors alternatius que inclouen carpabenems amb diferents estructures estereoquímiques, els quals es podrien obtenir gràcies a modificacions en l'enzim de la carboximetilprolina sintasa.
Un aspecte inusual d'aquesta reacció és l'ús de malonil-CoA com a font de dos carbonis. Altrament, només es produeix un sol estereoisomer de carboximetilprolina tot i que els dos enzims següents de la reacció (CarA i CarC) accepten diferents estereoisomers dels seus substrats. Això implica que la carboximetilprolina sintasa podria ser clau en la determinació del curs estereoquímic d'aquesta via metabòlica.

## Proteïnes similars

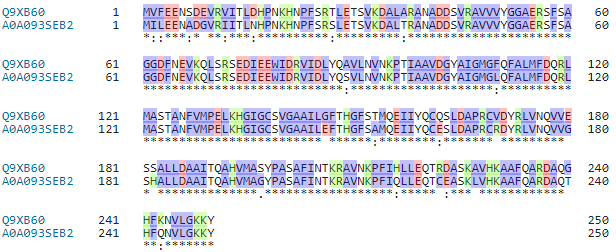
Alineament de la CarB i la proteïna CotG de la coberta de les espores bacterianes del Pectobacterium polaris, les quals tenen una identitat del 90,8%. Generat a partir d'UniProt.

En realitzar l'alineament de les seqüències de la CarB i l'enoil CoA hidratasa del bacteri Pectobacterium carotovorum trobem que tenen una identitat del 100%, així que tenen la mateixa estructura primària. A la vegada, la carboximetilprolina sintasa arriba al 90% d'identitat amb diverses proteïnes; per exemple l'enoil CoA hidratasa que sintetitzen els bacteris Pectobacterium betavasculorum i Brenneria sp. CFCC 11842, així com les proteïnes CotG de la coberta de les espores bactrianes del Pectobacterium polaris i del mateix Pectobacterium carotovorum.